# Бенешов (Бланско)
Бенешов (чеш. Benešov) је насељено мјесто са административним статусом сеоске општине (чеш. obec) у округу Бланско, у Јужноморавском крају, Чешка Република.

## Становништво
Према подацима о броју становника из 2014. године насеље је имало 658 становника.